# Malá Mača
Malá Mača (Hongaars: Kismácséd) is een Slowaakse gemeente in de regio Trnava, en maakt deel uit van het district Galanta.
Malá Mača telt 608 inwoners.

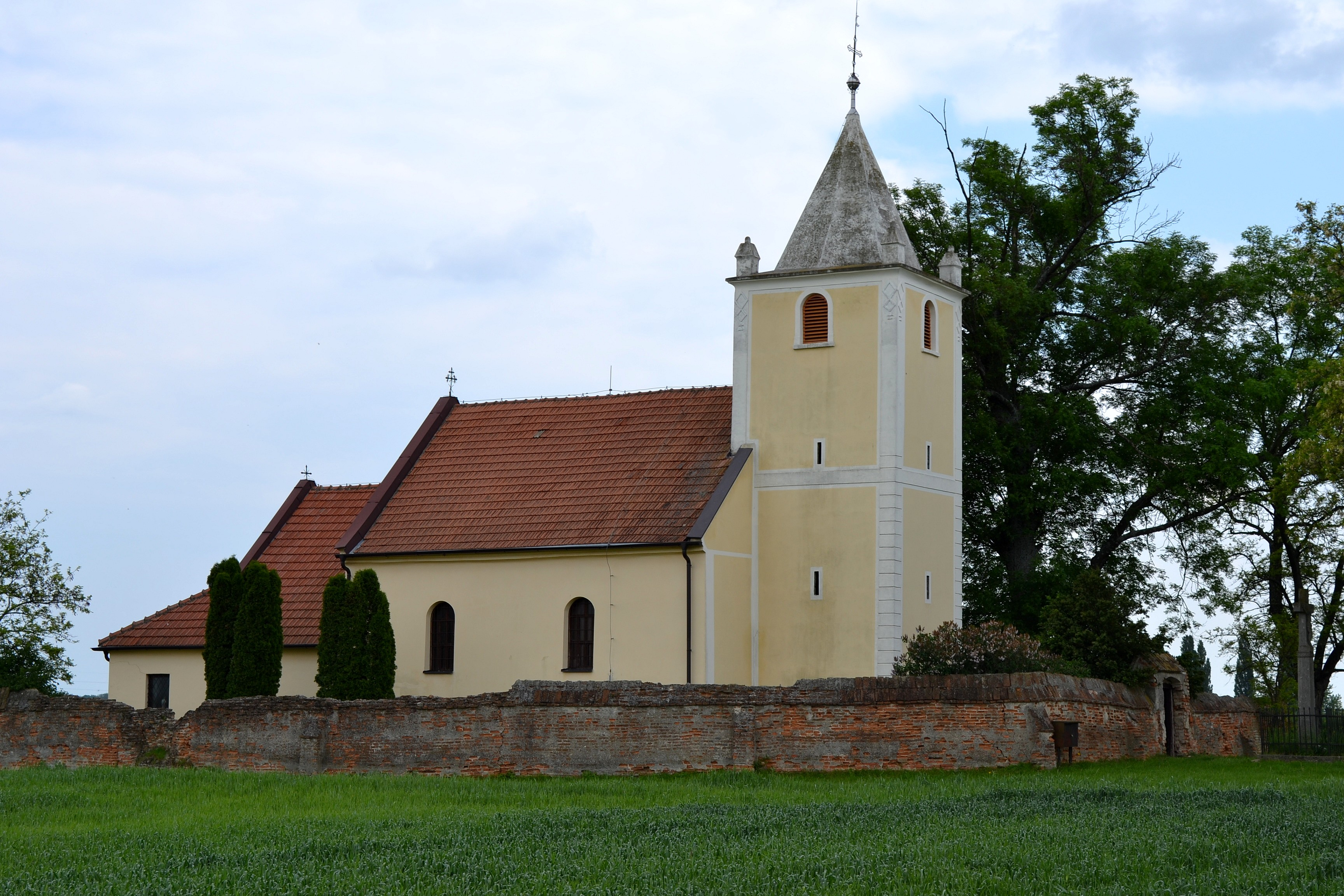
Malá Mača

De gemeente kende van oudsher een Hongaars karakter, in 1930 verklaarde 95 procent van de bevolking Hongaars te zijn. In 2011 waren er 584 inwoners, 284 Hongaren en 279 Slowaken. 